# Lee Je-yeon
Lee Je-yeon (Hangul: 이제연), es un actor y modelo surcoreano

## Carrera
Es miembro de la agencia "Magnum Entertainment".
En el 2019 se unió al elenco recurrente de la serie The Fiery Priest donde dio vida a Kim Hoon-suk, el asesino principal y subordinado de Hwang Cheol-bum (Go Joon).
En mayo del mismo año se unió al elenco recurrente de la serie Angel's Last Mission: Love donde interpretó a Ki Joon-soo, el líder genial pero duro de un equipo de seguridad.
En septiembre del mismo año se unió al elenco del drama Dokgo Rewind (독고 리와인드) donde dio vida a Kim Sung-kyu, el delincuente de más alto rango en la Escuela Secundaria Dang Young, quien está interesado en Kim Hyun-sun (Kang Mi-na).
En febrero del 2020 se unirá al elenco de la película Intruder (también conocida como "Trespasser") donde interpretará a Bum-suk.

## Filmografía

### Series de televisión
| Año  | Título                     | Personaje       | Notas                  | Ref.  |
| ---- | -------------------------- | --------------- | ---------------------- | ----- |
| 2014 | Job War                    | "Wild Horse"    | Serie web, 9 episodios |       |
| 2017 | My Sassy Girl              | Young-cheol     |                        |       |
| 2017 | Reunited Worlds            | Yang Kyung-chul |                        |       |
| 2019 | The Fiery Priest           | Kim Hoon-suk    |                        |       |
| 2019 | Angel's Last Mission: Love | Ki Joon-soo     |                        |       |
| 2019 | Dokgo Rewind               | Kim Sung-kyu    |                        |       |
| 2021 | Dali and Cocky Prince      | Jin Ki-cheol    |                        |       |
| 2023 | Battle for Happiness       | Jung Soo-bin    |                        | [ 6 ] |
| 2024 | Hide                       | Lee Bang-cheol  |                        |       |

### Películas
| Año  | Título          | Personaje                         | Notas                                                                                                 | Ref.  |
| ---- | --------------- | --------------------------------- | --- | ----- |
| 2015 | Cancelled Faces | -                                 | junto a Kim Won-mok, Ye Soo-jung, Won Tae-hee y Kim Ye-na                                             |       |
| 2018 | Psychokinesis   | Soldado de las Fuerzas Especiales | junto a Ryu Seung-ryong, Shim Eun-kyung, Park Jung-min, Jung Yu-mi y Tae Hang-ho                      |       |
| 2018 | Marionette      | Kim Jin-ho                        | junto a Kim Hee-won, Lee Yoo-young, Lee Hak-joo, Oh Ha-nee, Kim Da-mi y Lee Hong-nae                  | [ 7 ] |
| 2018 | In-rang         | Agente de Seguridad Pública       | junto a Gang Dong-won, Han Hyo-joo, Jung Woo-sung, Kim Mu-yeol, Choi Min-ho, Han Ye-ri y Shin Eun-soo |       |
| 2020 | Intruder        | Bum-suk                           | junto a Song Ji-hyo, Kim Mu-yeol, Ye Su-jeong, Choi Sang-hoon, Lee Hae-woon y Lee Hong-nae            |       |